# Quararibea wittii
Quararibea wittii är en malvaväxtart som beskrevs av Karl Moritz Schumann och Ulbrich. Quararibea wittii ingår i släktet Quararibea och familjen malvaväxter. Inga underarter finns listade i Catalogue of Life.